# Kazachska Wysszaja Liga w hokeju na lodzie (2022/2023)
Sezon kazachskiej ekstraligi rozgrywany na przełomie 2022 i 2023 jako 31. edycja rozgrywek mistrzostw Kazachstanu w hokeju na lodzie pod jednoczesną nazwą marketingową Pro Hockey Ligasy.
W porównaniu do poprzedniego sezonu ze składu uczestników ubyły drużyny Ałtaj-Torpedo (zespół farmerski dla Torpedo Ust-Kamienogorsk) oraz HK Temyrtau (zespół farmerski dla Saryarki Karaganda), zaś przyjęto uzbecki klub Humo Taszkent (wcześniej występował już w edycji ligowej 2019/2020).

## Sezon zasadniczy
Tabela
| L. | Zespół                   | M | Z | Zd | Zn | Pn | Pd | P | G+ | G– | +/− | Pkt. |
| -- | ------------------------ | - | - | -- | -- | -- | -- | - | -- | -- | --- | ---- |
| 1  | Saryarka Karaganda       | 0 | 0 | 0  | 0  | 0  | 0  | 0 | 0  | 0  | 0   | 0    |
| 2  | Arłan Kokczetaw          | 0 | 0 | 0  | 0  | 0  | 0  | 0 | 0  | 0  | 0   | 0    |
| 3  | Bejbarys Atyrau          | 0 | 0 | 0  | 0  | 0  | 0  | 0 | 0  | 0  | 0   | 0    |
| 4  | Torpedo Ust-Kamienogorsk | 0 | 0 | 0  | 0  | 0  | 0  | 0 | 0  | 0  | 0   | 0    |
| 5  | Nomad Astana             | 0 | 0 | 0  | 0  | 0  | 0  | 0 | 0  | 0  | 0   | 0    |
| 6  | HK Aktobe                | 0 | 0 | 0  | 0  | 0  | 0  | 0 | 0  | 0  | 0   | 0    |
| 7  | Kułagier Pietropawłowsk  | 0 | 0 | 0  | 0  | 0  | 0  | 0 | 0  | 0  | 0   | 0    |
| 8  | Humo Taszkent            | 0 | 0 | 0  | 0  | 0  | 0  | 0 | 0  | 0  | 0   | 0    |
| 9  | Gorniak Rudnyj           | 0 | 0 | 0  | 0  | 0  | 0  | 0 | 0  | 0  | 0   | 0    |
| 10 | Snieżnyje Barsy Astana   | 0 | 0 | 0  | 0  | 0  | 0  | 0 | 0  | 0  | 0   | 0    |
| 11 | HK Ałmaty                | 0 | 0 | 0  | 0  | 0  | 0  | 0 | 0  | 0  | 0   | 0    |
| 12 | Jertys Pawłodar          | 0 | 0 | 0  | 0  | 0  | 0  | 0 | 0  | 0  | 0   | 0    |

Legenda:

L. = lokata w tabeli, M = liczba rozegranych spotkań, Z = Liczba meczów wygranych, Zd = Liczba meczów wygranych po dogrywce, Zn = Liczba meczów wygranych po najazdach, Pd = Liczba meczów przegranych po dogrywce, Pn = Liczba meczów przegranych po najazdach, P = Liczba meczów przegranych, G+ = Gole strzelone, G- = Gole stracone, +/− = Bilans bramkowy, Pkt = Liczba zdobytych punktów

    = Awans do fazy play-off